# Friedrich Baudri

Friedrich Baudri

Peter Ludwig Friedrich Baudri (* 20. April 1808 in Elberfeld (heute zu Wuppertal); † 6. Oktober 1874 in Köln) war ein deutscher Maler und Mitglied des Reichstags.

## Leben
Baudri erlernte das Tapeziererhandwerk im väterlichen Betrieb. Sein Vater stammte aus der Normandie, seine Mutter aus Deutschland. Am 8. November 1831 begann er nach dem Besuch einer Realschule eine Ausbildung als Kunstmaler in München, wo er unter Peter von Cornelius an der Kunstakademie studierte. 1835 lebte er eine Weile als Bildnismaler in Salzburg und Wien, dann in Ungarn, von wo aus er Reisen bis ins Osmanische Reich unternahm. 1840 ließ er sich in Düsseldorf nieder. 1842 erhielt er bei Wilhelm Schadow eine Ausbildung zum Historienmaler an der Düsseldorfer Kunstakademie. In Düsseldorf engagierte sich Baudri als Sekretär des Vereins der Düsseldorfer Künstler, beteiligte sich an der Gründung des Künstlervereins Malkasten und begann, in der Düsseldorfer Zeitung Beiträge über die sozialen Verhältnisse zu schreiben. Nachdem er sich 1847 in Köln als Inhaber eines Ateliers für Glasmalerei niedergelassen hatte, betätigte er sich in den damals entstehenden Piusvereinen. In diesem Zusammenhang übernahm er die Schriftleitung von dessen Vereinsorgan, der Zeitschrift Pius IX. Christlich-demokratische Wochenschrift. Organ für die katholischen Vereine Deutschlands. Außerdem plante er mit Kölner Freunden die Herausgabe einer katholischen Zeitung, die im Herbst 1848 als Rheinische Volkshalle tatsächlich auch erschien. Baudris älterer Bruder war der katholische Geistliche Johann Anton Friedrich Baudri, der 1843 ins Kölner Domkapitel berufen, 1846 zum Generalvikar befördert und 1849 zum Kölner Weihbischof erhoben wurde.   
Baudri war Schriftführer des 1. Deutschen Katholikentages 1848 in Mainz. Von 1851 bis 1864 gab er das Organ für christliche Kunst heraus, in dem er auch eigene Beiträge veröffentlichte. 1854 wurde er in den Vorstand des Diözesanmuseums berufen. Von 1856 bis 1871 war er Stadtrat in Köln, 1871 Präsident des 21. Katholikentages, 1873 bis 1874 Mitglied des Preußischen Abgeordnetenhauses. 1874 wurde er zum Mitglied des Reichstages für den Wahlkreis Regierungsbezirk Aachen 3 (Stadt Aachen) gewählt. Im Reichstag gehörte er zur Fraktion des Zentrums.
Als Politiker hatte Baudri den Ruf, ein treuer Anhänger der römisch-katholischen Kirche, ein bedingungsloser Vertreter des Ultramontanismus und ein führender Verfechter katholischer Interessen im Kulturkampf zu sein, ohne es an einer gewissen liberalen Offenheit und Toleranz für andere Standpunkte und Interessen mangeln zu lassen. Hierbei strahlte sein Ansehen weit über Köln hinaus. 1868 hatte er den Vorsitz bei Katholikenversammlungen in Siegen, Paderborn, Dortmund, Siegburg, Bensberg, Meckenheim, Rheinbach und Eupen zu übernehmen. 1869 organisierte und leitete er zwei große Kundgebungen in Köln, darunter eine große Jubelfeier zu Ehren der 50-jährigen Priesterschaft Pius’ IX. Bei der Versammlung der katholischen Vereine der Rheinprovinz und Westfalens im Juni 1870 in Essen, bei der das Essener Programm, eines der grundlegenden Dokumente der Zentrumspartei, verabschiedet wurde, hatte er ebenfalls die Leitung inne. Auch auf den Katholikentagen von Bamberg (1868) und Düsseldorf (1869) war er durch Anträge und Reden an prominenter Stelle vertreten. In Bamberg hielt er eine vielbeachtete Rede zu den „Zukunftsaufgaben der deutschen Katholiken in Staat und Gesellschaft“. Auf Vorschlag des Mainzer Domkapitulars Christoph Moufang wurde er 1871 zum Präsidenten der 21. Generalversammlung der katholischen Vereine Deutschlands gewählt.

## Werke
Schriften
- Tagebücher
  - Band 1: 1854–1857. Droste, Düsseldorf  2006, ISBN 3-7700-7626-5.
  - Band 2: 1858–1862. Droste, Düsseldorf  2009, ISBN 978-3-7700-7634-5.
  - Band 3: 1863–1867. Droste, Düsseldorf  2013, ISBN 978-3-7700-7642-0.
  - Band 4: 1868-1871. Böhlau, Wien / Köln 2021, ISBN 978-3-412-52037-3 (Publikationen der Gesellschaft für Rheinische Geschichtskunde / Gesellschaft für                        Rheinische Geschichtskunde; 73).
- Reise nach Südungarn : 1837–1840 ; ein Tagebuch. Bearb. und hrsg. von Ludwig Gierse. Verlag Südostdt. Kulturwerk, München 1989, ISBN 3-88356-052-9.

Glasfenster
- Köln, Dom, Nord-Querhaus
- Sülz, Kapelle von Weißhaus (nach Entwurf von Johann Anton Ramboux)[11]
- Eupen, St. Josef, mehrere Fenster im Chor (im 20. Jh. ausgetauscht), um 1855[12]
- Mainz, Dom, West-Chor, 1859
- Straelen,  St. Peter und Paul, 1855–(1858?), mehrere Fenster.[13]
- Unkel, St. Pantaleon, 1869
- Eupen, Bergkapelle, mehrere Fenster, darunter zwei Figurenfenster (1944 alle zerstört)[14]
- Walhorn, St. Stephanus, Mittelchorfenster, gestiftet durch Adele und Sophi von Grand Ry, um 1870, das einzige erhaltene von einst mehreren Kirchenfenstern im Kreis Eupen.
- Leuth, St. Lambertus, 1861, mehrere Fenster.[15]
- Dülmen, St. Jakobus der Ältere, um 1872/1873, mehrere Fenster.[16]